# 龙舟坪镇

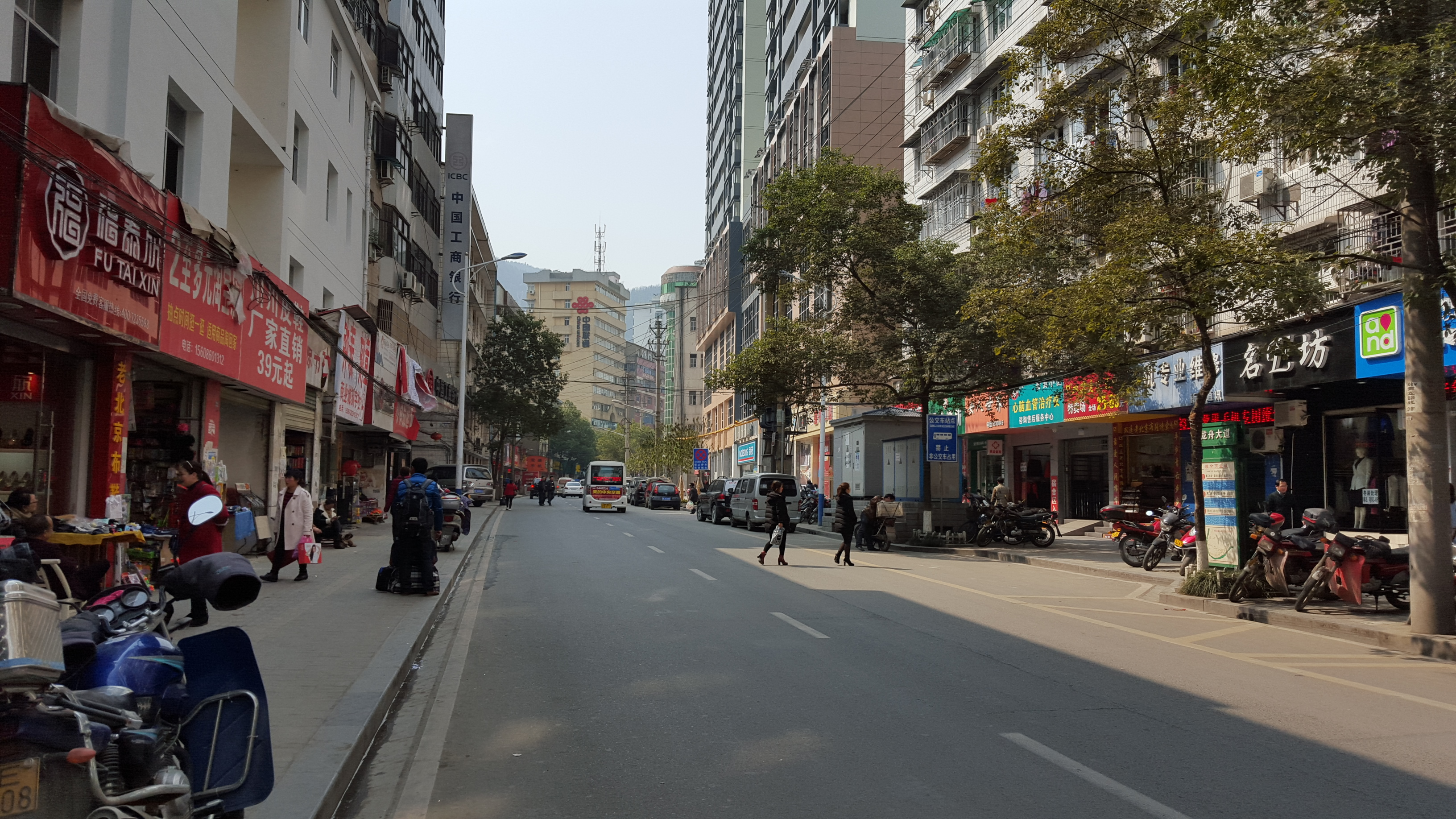
龙舟大道

龙舟坪镇，是中华人民共和国湖北省宜昌市长阳土家族自治县下辖的一个乡镇级行政单位。

## 行政区划
龙舟坪镇下辖以下地区：
湖口社区、龙门社区、隔河岩社区、枫竹园社区、刘家冲村、白氏坪村、刘家坳村、朱津滩村、何家坪村、龙舟坪村、津洋口村、邓家坝村、黄家坪村、王子石村、合子坳村、胡家棚村、三渔冲村、晒鼓坪村、厚丰溪村、两河口村、王家棚村、土地坡村、全伏山村、郑家榜村、西寺坪村和观坪林场。